# Битва при Везенберге
Би́тва при Везенбе́рге (нем. Slaget vid Wedenberg) — сражение между русской армией под командованием фельдмаршала К. Э. Рённе и шведской армией под командованием генерал-майора В. А. Шлиппенбаха в ходе Великой Северной войны. Произошло 15 (26) июня 1704 года (16 июня по шведскому календарю) у местечка Везенберг (Раквере). Закончилось полным разгромом шведской армии.

## Предыстория
С 1702 года у шведской армии больше не было опорных пунктов в Шведской Ливонии и Шведской Эстляндии, поэтому разведка и операции шведов за пределами крепостей проводились в меньших и ограниченных масштабах. Потерпев тяжёлые поражения от русских войск при Эрестфере и Гуммельсгофе, шведские войска не принимали участия в боях, сдаваясь без сопротивления. Инициатива в регионе постепенно переходила к русской армии.
Шведская штаб-квартира в Прибалтике в это время находилась в Ревеле. Везенберг был стратегически важным местом, поскольку располагался практически в центре между Ревелем и Нарвой, и до него можно добраться из обоих мест по одной и той же дороге. Тогда же русские войска, превосходившие по численности шведов, осадили крепости Нарва и Дерпт. Генерал Карл Эвальд фон Рённе во главе с 8 тыс. солдат были отправлены из Нарвы к Везенбергу (Раквере) с целью остановить войска генерал-майора Вольмара Шлиппенбаха, выступившие из Ревеля и расположившиеся около Везенберга.
О военных планах шведов в литературе точных сведений нет, но вероятнее всего, что шведский отряд численностью 1400 человек направлялся на помощь осаждённому гарнизону Нарвы, расположенной восточнее Везенберга.

## Ход сражения
Шлиппенбах начал выдвижение с целью выбить находившиеся у Везенберга русские войска, однако оно было спланировано в спешке, что привело к разбросу шведов друг от друга.
Драгунские полки под личным командованием Карла Рённе заметили шведов и атаковали этот авангард, рассеяв противника, полностью захватив артиллерию и значительное количество пленных. Шведы начали отступать в полном беспорядке, а сам шведский командующий был ранен и едва избежал плена.
Над шведской кавалерией нависла угроза полного уничтожения в бою. Шлиппенбах отошёл с остатками войск от превосходящих сил русских под защиту пушек Ревеля. Лишь 400 шведам удалось спастись, остальные попали в плен или погибли в бою.